# 吉米·科林斯
詹姆斯·约瑟夫·科林斯（英語：James Joseph Collins，1870年1月16日—1943年3月6日）是19世纪末、20世纪初期美国职棒大联盟的球员，他被认为是布鲁克斯·罗宾森之前最好的三垒手。他的防守十分出色，特别是守备触击球的能力──在科林斯出现之前，常常是由游击手来处理三垒边线方向的触击球──他被认为是现代三垒手守备的先驱。

## 职业生涯
1897年科林斯称自己为技巧性的球员，他的该赛季打击率达到了3称46，并有132分打点。他在1898年延续着出色的表现，击出了联盟最多的15支全垒打。
1901年科林斯加入了波士顿美国人，并兼任球队的总教练。他在1903年带领球队获得了历史上的第一座世界大赛冠军。
1907年科林斯被交易到费城运动家，并在之后的一年选择退役。他职业生涯一共击出65支全垒打和983分打点。
1943年科林斯在他的故乡布法罗去世，两年之后他入选了名人堂，他是首位入选名人堂的三垒手。

## 外部鏈接
- 球員資訊和成績在Retrosheet ，Baseball Reference ，Baseball Reference (Minors) ，Fangraphs ，The Baseball Cube （英文）

| 奖项与成就     | 奖项与成就              | 奖项与成就         |
| -------------- | ----------------------- | ------------------ |
| 前任： 休·達菲 | 國家聯盟全壘打王 1898年 | 繼任： 巴克·弗里曼 |

| 體育角色            | 體育角色                            | 體育角色           |
| ------------------- | ----------------------------------- | ------------------ |
| 前任： 第一位總教練 | 波士頓美國人隊總教練 1901年－1906年 | 繼任： 齊科·斯塔爾 |